# 関山演習場
関山演習場（せきやまえんしゅうじょう）は、新潟県上越市・妙高市にまたがる陸上自衛隊の演習場。
本州に所在する演習場で迫撃砲（81mm・120mmの近距離）射撃ができる規模を誇る。
管理は高田駐屯地の業務隊が行う。
「関山」とはかつて同地に存在した村の名前で、現在は妙高市域となる。

## 主な使用部隊
- 第2普通科連隊
- 第13普通科連隊
- 第14普通科連隊
- 第1空挺団（積雪地訓練前の事前スキー訓練に使用）
- 第5施設群
- 防衛大学校学生

## 行われた主な訓練
- 平成18年度米陸軍との実働訓練（FTX）

陸上自衛隊からは第1空挺団第2普通科大隊・第2普通科連隊1個中隊など約350名が参加、アメリカ軍からはオレゴン陸軍州兵第41歩兵旅団第162歩兵連隊第2大隊（2-162歩兵大隊）など約240名が参加し、共同して作戦を実行するため、実行動によって訓練を行った。

## 交通
- 国道18号線
- 上信越自動車道中郷IC
- えちごトキめき鉄道関山駅